# Pressbaum
Pressbaum osztrák város Alsó-Ausztria St. Pölten-i járásában. 2024 januárjában 7934 lakosa volt. 

## Elhelyezkedése

Pressbaum a Sankt Pölten-i járásban

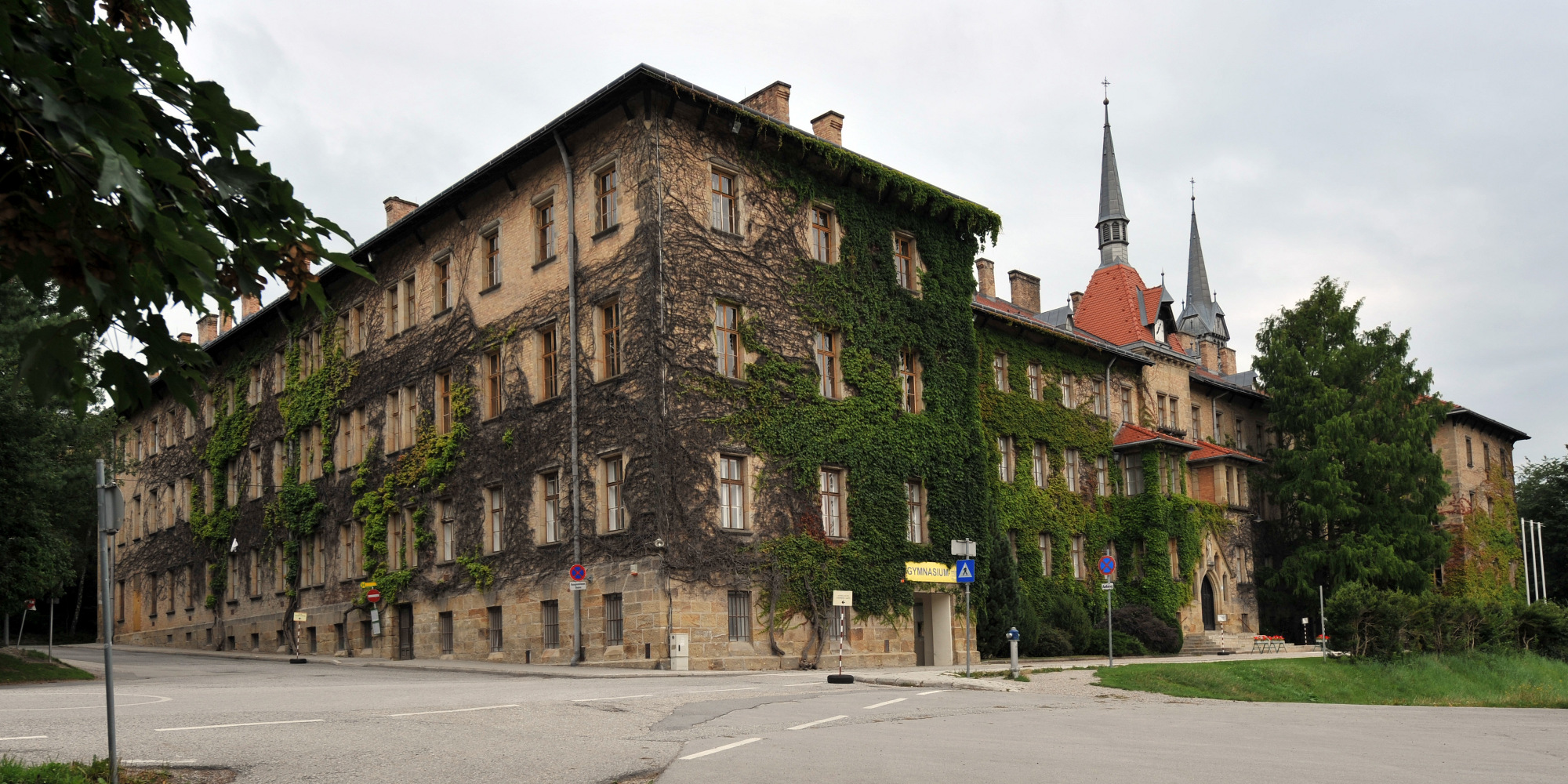
A Szent szív kolostor iskolája

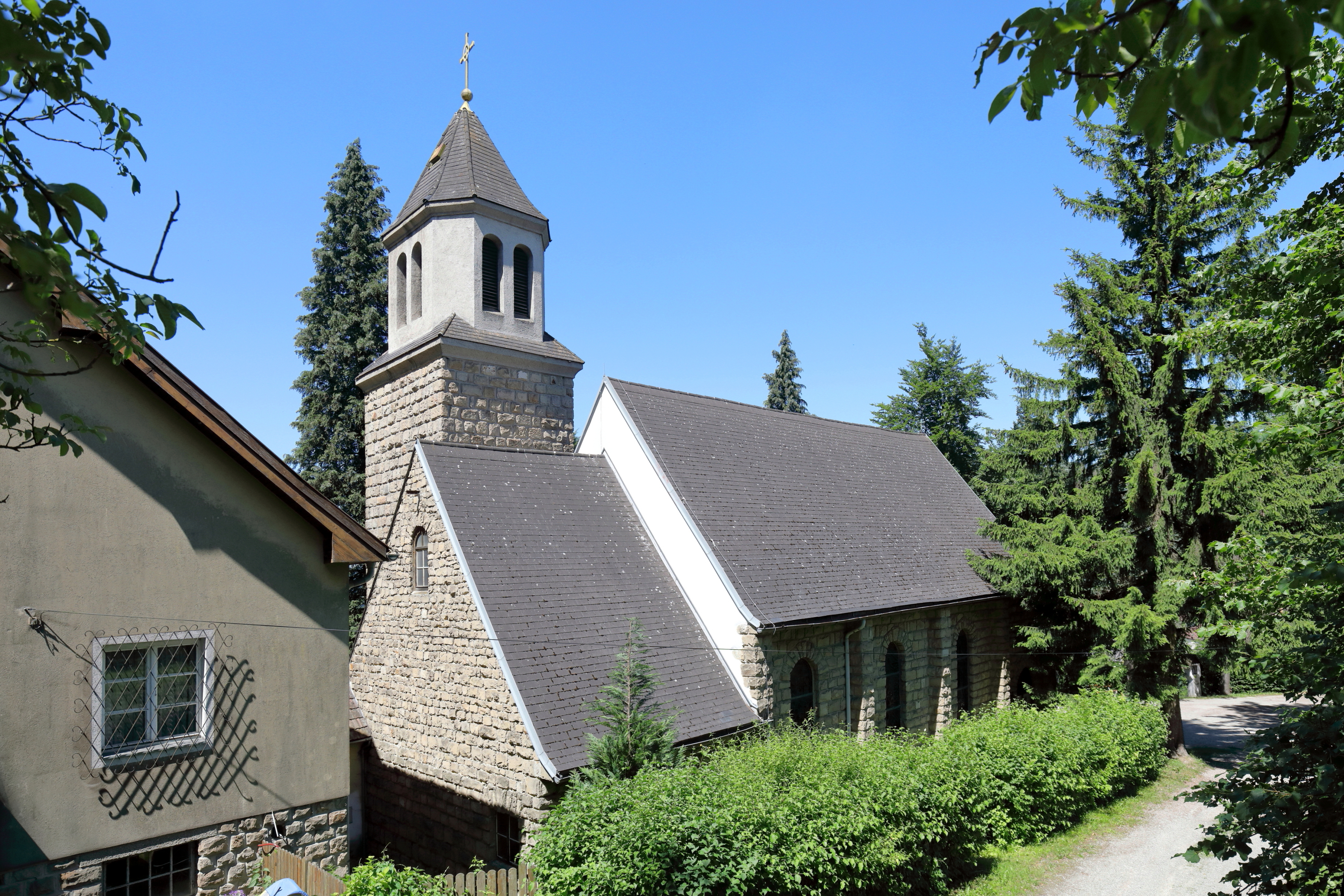
Rekawinkel temploma

Pressbaum a tartomány Industrieviertel régiójában fekszik, a Bécsi-erdőben, a Dörre Wien és Kalte Wien folyók találkozásánál. Legmagasabb pontja a Jochgrabenberg (645 m). Területének 78,8%-a erdő, 8,8% áll mezőgazdasági művelés alatt. Az önkormányzat 4 települést egyesít: Au am Kraking (5 lakos 2024-ben), Pfalzau (542), Pressbaum (6623) és Rekawinkel (764).  
A környező önkormányzatok: északra Sieghartskirchen, északkeletre Tullnerbach, keletre Purkersdorf, délkeletre Wolfsgraben, délre Klausen-Leopoldsdorf, délnyugatra Altlengbach, nyugatra Eichgraben és Maria Anzbach, északnyugatra Asperhofen.

## Története
Pressbaumot csak 1674-ben említik először. Területe ekkor a császári erdőhivatal felügyelete alá tartozott, amely Bécs egyre növekvő tűzifaszükségletének kielégítésére Salzburgból, Bajorországból és Svábföldről telepített favágókat a Bécsi-erdőbe. Templomát 1730-ban kezdték építeni és 1750-ben szentelték fel. 1783-ban, II. József egyházrendeletét követően önálló egyházközséggé nyilvánították.  
Az 1848-as forradalom után megszűnt a feudális birtokrendszer és megalakult Pressbaum községi önkormányzata. Az Erzsébet császárné-vasút (később Westbahn) 1858-as megnyitásával a Bécsi-erdő kis falvai gyors fejlődésnek indultak, a térség a bécsiek kedvenc üdülőhelyévé vált. Számos villa, hidegvizes szanatórium épült. Tullnerbach 1873-ban levált Pressbaumról, és önálló községgé vált (1922-ben az addig Pressbaumhoz tartozó Eichgraben is önállósult). 1891-ben I. Ferenc József a Jézus szíve apácarendnek földbirtokot adományozott a falu mellett, ahol 1894-re kolostort építettek. 
A két világháború között Pressbaum népszerű téli sportközpont volt, a síelőket különvonatok szállították. Az 1938-as Anschluss után a Szent szív kolostort és iskolát bezárták, épületeiben gyermekotthont rendeztek be mentálisan elmaradottak számára. 1941 augusztusában az összes gyermeket egy bécsi klinikára szállították, ahol legtöbbjük eutanázia áldozatává vált (hivatalosan tüdőgyulladás vitte el őket). A háború végén a Bécsért vívott harcok során a templom és a plébánia, valamint több ház súlyosan megrongálódott. 
Pressbaumot 1964-ben mezővárosi, 2012-ben városi rangra emelték. 2017-ig a Bécskörnyéki járáshoz tartozott, annak megszűnése óta a St. Pölten-i járás része. 

## Lakosság
A pressbaumi önkormányzat területén 2024 januárjában 7934 fő élt. Lakosságszáma az 1970-as évekig 4200 körül volt, majd a Bécsből kiköltözők miatt gyors gyarapodásnak indult. 2022-ben az ittlakók 86,3%-a volt osztrák állampolgár; a külföldiek közül 3,2% a régi (2004 előtti), 4,9% az új EU-tagállamokból érkezett. 3,3% a volt Jugoszlávia (Horvátország és Szlovénia kivételével) vagy Törökország; 2,3% egyéb ország polgára volt. 2001-ben a lakosok 64,4%-a római katolikusnak, 6,2% evangélikusnak, 3% ortodoxnak, 1% mohamedánnak, 18,9% pedig felekezeten kívülinek vallotta magát. Ugyanekkor 30 magyar élt a városban; a legnagyobb nemzetiségi csoportokat a németek (92,1%) mellett a szerbek (2,3%) és a  horvátok (1,2%) alkották. 
A népesség változása:

| 2016 | 7 292 |
| 2018 | 7 559 |

## Látnivalók
- a Szentháromság-plébániatemplom

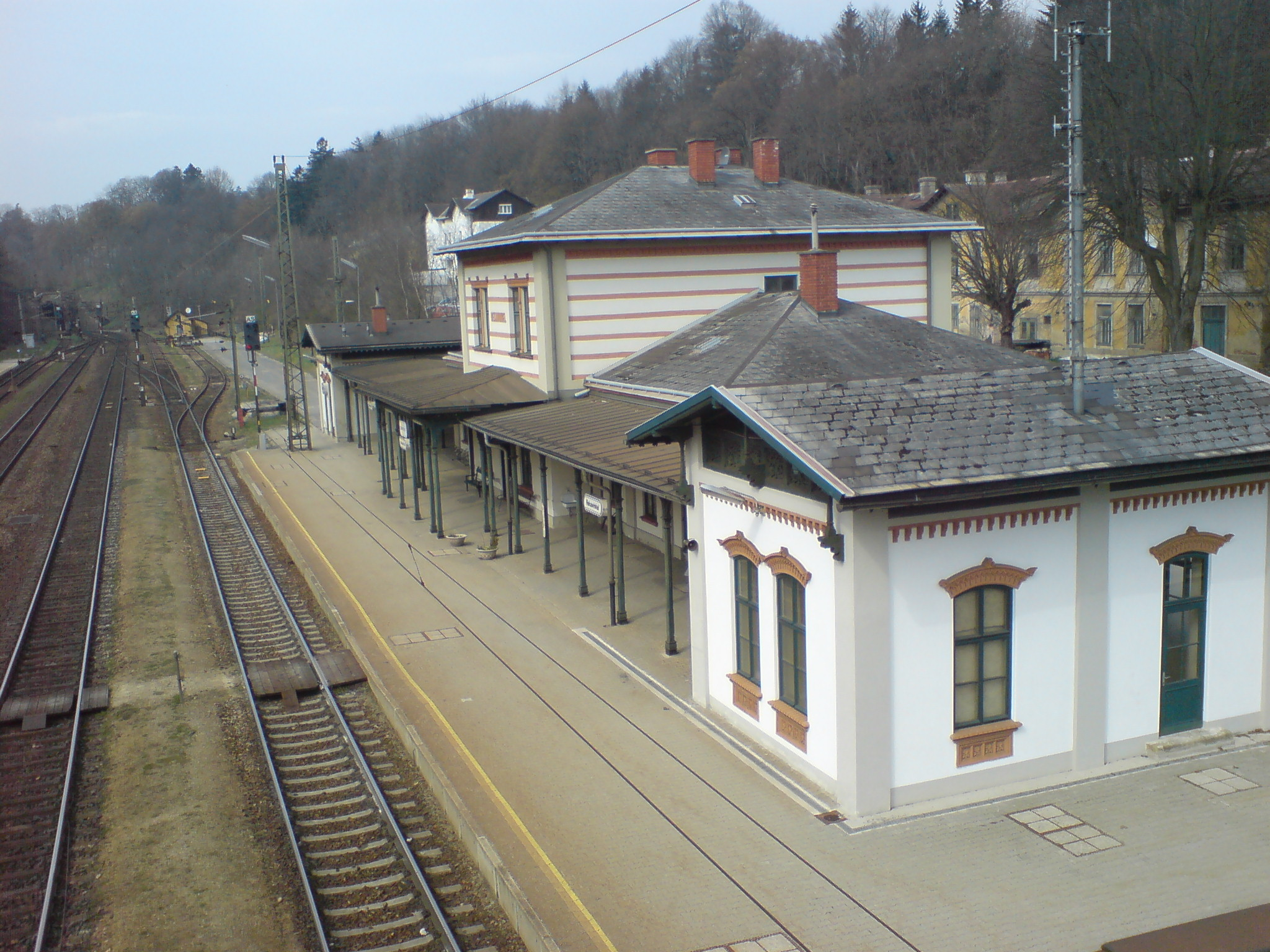
A vasútállomás

- a volt apácazárda temploma és iskolája
- a rekawinkeli plébániatemplom
- Monarchia-kori villák
- az 1858-ban épült vasútállomás
- a helytörténeti múzeum